# Marcel Thibault
Marcel Thibault (22 novembre 1898, Rochefort-sur-Loire - 1er novembre 1944, Gusen) est un résistant et un homme politique français.

## Biographie
Originaire du Maine-et-Loire, il obtient le Certificat d'études primaires en 1908, et devient cordonnier à Rochefort-sur-Loire. Engagé volontaire en 1917, il participe à la Première Guerre mondiale. Il devient à nouveau cordonnier à Tours en 1919. Il épouse en 1920 la fille d'Henri Venon et rejoint alors la Fédération internationale ouvrière, pour rejoindre en 1923 le Parti communiste français.
Il entre aux PTT après plusieurs concours et est nommé chef monteur en lignes téléphoniques, puis agent principal des PTT à Laval. Catholique, et militant de la CGT, il est secrétaire du Comité antifasciste de Laval en 1934.
Membre du Parti communiste en Mayenne, il se présente aux élections municipales en mai 1935 et avril 1936 et aux élections du Conseil général en 1937. Il s'occupe de la cellule d’accueil des réfugiés de la Guerre d'Espagne en 1937. Il est mobilisé lors de la Seconde Guerre mondiale. Son appartement est perquisitionné en septembre 1939 : on y trouve des tracts, lettres, imprimés relatifs au Parti communiste.
À sa démobilisation, il s'engage dans la Résistance : Il arrêté par la police en février 1941 à Laval, suspendu de ses fonctions aux PTT, et interné au Château de Lassay. Libéré pour raisons de santé en mai 1941, il est à nouveau arrêté pour distribution de tracts communistes et anti-allemands en juin 1941. 
À nouveau suspendu, il est incarcéré à la prison de Laval, et transféré en juillet 1941 à la prison de Rennes, et remis aux Allemands, sur leur demande. Il est ensuite transféré à Compiègne, au Stalag 122, le 24 juillet 1941.
Il est déporté politique à Auschwitz en juillet 1942, matricule 46 139, dans le convoi dit des 45000. Malade à plusieurs reprises, il sera interné à l’infirmerie, et sauvé par ses camarades des chambres à gaz. Il fait partie du groupe de résistance du camp. Il est transféré vers Flossenbürg, puis à Mauthausen en octobre 1944. Envoyé au commando Gusen 2, il y décède en décembre 1944.